# Rhagidia mildredae
Rhagidia mildredae är en spindeldjursart som beskrevs av Strandtmann 1964. Rhagidia mildredae ingår i släktet Rhagidia och familjen Rhagidiidae. Inga underarter finns listade i Catalogue of Life.